# Ispahsalar
Ispahsalar o sipahsalar fou un títol que en persa significa ‘cap d'un exèrcit’. Va passar a l'àrab i es va donar als oficials generals de diversos estats. Sembla que fou l'equivalent musulmà del càrrec persa d'ispahbadh, i es va difondre al segle x per l'ascens dels daylamites i després dels buwàyhides.
Els buwàyhides van tenis ispahsalars dirigint els seus exèrcits; després apareix aquesta figura al sultanat gaznèvida i sota els seljúcides (sovint amir-i ispahsalar) i corasmis. Dels gaznèvides va passar als gúrides, i aquestos el van introduir a l'Índia, on va tenir sentit d'‘oficial general’ sota els lodis, i generalment de comandant d'alt rang; al segle xiv i xv a Bengala s'emprava com a sinònim de «comandant en cap».
El títol va ser poc utilitzat amb els il-kànides (es va conservar a les províncies de la mar Càspia); com a títol existia encara sota els safàvides (però amb funcions incertes, en tot cas pas el de comandant militar). Variants del nom es van utilitzar a Armènia (aspasalar) i a Geòrgia (amir spasalari, que sota la reina Tamara era un dels quatre ministres principals de l'estat). El títol fou emprat també pels mamelucs egipcis al segle xiii i fins al XV.